# Paul Rideout
Paul Rideout (Bournemouth, 14 agosto 1964) è un ex calciatore inglese, di ruolo attaccante.

## Carriera

Cowans e Rideout (a destra) vengono accolti dai tifosi baresi

### Club
Debutta nella massima divisione inglese nella stagione 1983-1984 con la maglia dell'Aston Villa, che indossa per due stagioni; si mette particolarmente in luce nell'ultima, nella quale segna 14 gol.
Con queste premesse viene tesserato dal presidente Vincenzo Matarrese nel neopromosso Bari; con lui arriva, per la cifra complessiva di 1,5 miliardi di lire anche il compagno di squadra Gordon Cowans. Rideout, che si contende con Mark Hateley un posto in nazionale, debutta nell'incontro di Coppa Italia contro l'Ascoli, durante il quale mette a segno il suo primo gol ufficiale in Italia. In campionato si sblocca invece alla terza giornata, realizzando una doppietta nella vittoria per 2-0 sulla Roma, e segna anche nelle due successive gare contro Como e Pisa. Da qui a fine stagione segna però solo altri due reti in 28 presenze, e i Galletti di Bruno Bolchi retrocedono. Rimane in Puglia anche nell'annata seguente, segnando 10 reti; tra queste si ricorda la doppietta all'Arezzo realizzata in 1 minuto, la più veloce del calcio italiano, tuttavia la squadra, che ha ora Enrico Catuzzi in panchina, non va oltre il nono posto. L'inglese decide di rimanere, nonostante le offerte ricevute, anche nella stagione successiva per tentare nuovamente la promozione; realizza però 7 gol, e il Bari si ferma al settimo posto.
Rideout torna in patria nel 1988, venendo ingaggiato prima dal Southampton, poi dal Notts County, e in mezzo c'è anche una breve parentesi nella suo primo club, lo Swindon Town. Dopo un breve passaggio in Scozia nei Rangers passa quindi all'Everton, con cui realizza il gol della vittoria (1-0) sul Manchester Utd nella finale della FA Cup 1994-1995.
Prima di concludere la carriera gioca anche in Cina e negli Stati Uniti.

### Nazionale
Conta sei presenze ed un gol nella Nazionale di calcio dell'Inghilterra Under-21.

## Palmarès

### Club

#### Competizioni nazionali
- Campionato scozzese: 1

Rangers: 1991-1992
- Coppa di Scozia: 1

Rangers: 1991-1992
- Coppa d'Inghilterra: 1

Everton: 1994-1995
- Community Shield: 1

Everton: 1995